# Berner Rundfahrt
Die Berner Rundfahrt oder Tour de Berne ist ein Schweizer Straßenradrennen für Männer, das seit 1921 im Kanton Bern durchgeführt wird. Ursprünglich hiess das Rennen «Nordwestschweizer Rundfahrt»; 1992 wurde es in «Berner Rundfahrt» umbenannt und findet seit 2001 in Lyss statt.
Die «Nordwestschweizer Rundfahrt» wurde von Beginn an für Profis und Amateure ausgerichtet. Ab 1968 wurden zusätzliche Kategorien für Anfänger und andere Kategorien ausgetragen, darunter 1984 erstmals die Berner Rundfahrt für Frauen. Ab 2003 wurde zusätzlich zu den Lizenzrennen das Jedermannrennen Seeland Classic ausgetragen.
Im Jahr 2005 gehörte das Elite-Rennen für Männer zur UCI Europe Tour in der UCI-Kategorie 1.1. Nach einer Pause von zwei Jahren wurde die Berner Rundfahrt von 2013 bis 2017 neu wieder international in der UCI-Kategorie 1.2 ausgetragen. Für 2018 wurde das Rennen abgesagt. Im Jahr 2019 erfolgte eine Austragung im nationalen Rennkalender der Schweiz. Seit 2022 ist es eine Veranstaltung für Freizeitsportler.

## Palmarès
| - 2021 abgesagt - 2020 abgesagt - 2019 Stefan Bissegger - 2018 abgesagt - 2017 Filippo Fortin - 2016 Enrico Salvador - 2015 Tom Bohli - 2014 Matthias Brändle - 2013 Marcel Wyss - 2012 Silvan Dillier - 2011 Pirmin Lang - 2010 Ki Ho Choi - 2009 Michael Bär - 2008 Jarosław Marycz - 2007 Stefan Trafelet - 2006 Gilbert Obrist - 2005 René Weissinger - 2004 Alexandre Usov - 2003 Fabian Cancellara - 2002 Kim Kirchen - 2001 Danilo Hondo - 2000 Lukas Zumsteg - 1999 Andrea Ferrigato - 1998 Markus Zberg - 1997 Michael Andersson - 1996 Beat Zberg - 1995 Luca Scinto - 1994 Andreas Kappes - 1993 Erik Zabel - 1992 Erich Mächler - 1991 Serge Baguet - 1990 Thomas Wegmüller - 1989 Mauro Gianetti | - 1988 Urs Freuler - 1987 Philippe Chevallier - 1986 Stefan Joho - 1985 Urs Freuler - 1984 Sean Kelly - 1982 Erich Mächler - 1981 Rudy Pevenage - 1980 Rudy Colman - 1979 Godi Schmutz - 1978 Eddy Verstraeten - 1977 Simone Fraccaro - 1976 René Savary - 1975 Roland Salm - 1974 Roland Salm - 1972 Erich Spahn - 1971 Erich Spahn - 1970 Leo Duyndam - 1969 Louis Pfenninger - 1968 Peter Hill - 1967 Peter Abt - 1966 Horst Oldenburg - 1965 Robert Lelangue - 1964 Joseph Hoevenaers - 1963 Rudolf Hauser - 1962 Rolf Graf - 1961 Fredy Rüegg - 1960 René Strehler - 1959 Hans Hollenstein - 1958 Heinz Müller - 1957 Germain Derycke - 1956 Fausto Lurati - 1955 Hans Hollenstein | - 1954 Fritz Schär - 1953 Remo Pianezzi - 1952 Hans Sommer - 1951 Cesare Zuretti - 1950 Oscar Plattner - 1949 Ferdy Kübler - 1948 Ernst Stettler - 1947 Hans Knecht - 1946 Osvaldo Bailo - 1945 Hans Maag - 1943 Ferdy Kübler - 1942 Edgard Buchwalder - 1941 Paul Egli - 1939 Theo Perret - 1938 Karl Litschi - 1937 Karl Wyss - 1936 Theo Heimann - 1935 Alfred Bula - 1934 Walter Blattmann - 1933 Georges Antenen - 1932 Hermann Müller - 1931 Ernst Meier - 1930 Georges Antenen - 1929 Heiri Suter - 1928 Georges Antenen - 1927 Hans Kaspar - 1926 Albert Blattmann - 1925 Kastor Notter - 1924 Charles Guyot - 1923 Heiri Suter - 1922 Heiri Suter - 1921 Heiri Suter |